# Iglesia de Nuestra Señora de La Peña (Bogotá)
La Iglesia de Nuestra Señora de la Peña es un templo y santuario de culto católico dedicado a la Virgen María bajo la advocación de la Peña. Se localiza en la ciudad de Bogotá (Colombia) y pertenece a la jurisdicción eclesiástica de la arquidiócesis de Bogotá.
El templo fue construido entre 1717 a 1722, bajo los parámetros de las construcciones coloniales, en su interior alberga la imagen de la Virgen de la Peña, la cual es considerada milagrosa y los peregrinos viajan allí a cumplir con sus promesas.
Por su significado histórico, valor arquitectónico y cultural, el santuario, fue declarado Monumento Nacional por medio del decreto 1.584 del 11 de agosto de 1975.

## Historial
El 10 de agosto de 1685, Bernardino Rodríguez de León una persona humilde "vio un resplandor muy grande y extraordinario que no era de la luz natural del día", en los cerros Orientales de Bogotá, y al aproximarse descubrió que se trataba de las imágenes de la Virgen María con el Niño en brazos, San José y dos ángeles, todos sobre una roca. Al instante, dichas imágenes se les atribuyeron características sobrenaturales con el argumento de que ningún ser humano hubiera sido capaz trepar esas peñas para pintar sin caerse, y menos aún sin que se supiera de dicho arte en Bogotá, donde no se tenía conocimiento, en aquella época, de la existencia de ningún artista capaz de hacer semejante obra. 
La noticia del descubrimiento se propagó por la ciudad y para evitar, ya fuera por el fanatismo o la novelería, el arzobispo Antonio Sanz Lozano le ordenó al vicario general de la Arquidiócesis levantara ante un notario los datos sobre dónde, cómo y en qué circunstancias se había desarrollado el dichoso hallazgo. Oídos todos los testimonios, el obispo da la licencia "el día de carnestolendas de 1686" para la veneración pública de las imágenes y para la edificación de su capilla y altar. La sencilla ermita que se construyó por parte de los devotos, la cual tenía techo pajizo, fue destruida por un terremoto en 1714. Entonces Dionisio Pérez de Vargas, segundo capellán, resolvió levantar una nueva capilla con muros de calicanto y techo de teja, donde celebró la primera misa el 16 de diciembre de 1715, dicha capilla también se vino al suelo también. Sin embargo, el rostro de la Virgen repentinamente se puso triste y lloroso, pero también tuvo simultáneamente reacciones de alegría, sin que se supiera la causa; este suceso que puede verse como sugestión colectiva, dio ocasión para que se creyera que las imágenes debían ser desprendas de la roca o peña y trasladadas al lugar donde hoy se encuentran; por lo cual el 8 de mayo de 1716 se derrumbó la pared del lado derecho de la capilla, desde los cimientos. La capilla solo alcanzó a tener unos 150 días de duración.
A comienzos de junio de ese mismo año, el cantero empezó a separar las imágenes de la piedra fundamental, dejando al final la piedra cortada con un peso de unas 30 arrobas. Con mucha dificultad, pero con gran cuidado, las imágenes fueron bajadas desde la escarpada loma hasta el llano, trabajo que finalizó en noviembre de 1716. Las imágenes fueron recibidas en medio del júbilo popular, con voladores y chirimías, como si se tratara de la Sagrada Familia en persona. 
Una vez las imágenes ya bajadas, se les edificó una capilla pajiza y el 9 de febrero de 1717 se celebró la primera fiesta en este templo, fecha que puede retenerse como el inicio en firme de la construcción de la segunda capilla, que vino a finalizarse 12 de febrero en 1722.
Parece que de todas maneras, la capilla aun con las eventuales mejoras que pudo tener, se mantuvo en su sencillo estado hasta las primeras décadas del siglo XIX, cuando en plena época la independencia de Colombia, y más precisamente por el año de 1816 el Pacificador Morillo mandó clausurar el santuario y poner preso su capellán, el presbítero José Ignacio Álvarez (quien en 1805 había sido nombrado capellán, fue uno de los 38 firmantes del Acta de Independencia proclamada el 20 de julio de 1810), quien desde la cárcel a donde lo habían enviado hizo la promesa a la Virgen María de mejorarle su templo si lograba salir con vida de las manos del poder extranjero, una vez en libertad y a salvo, emprendió la obra; sin embargo, tuvo que ser finalizada por su albacea José Luis Carbonell, pues el padre Álvarez se dedicó de lleno a la actividad política, que lo llevó a la muerte. En 1820 se terminaron los trabajos en el templo, los cuales permanecieron hasta 1955 cuando se comenzó su restauración.
Curiosamente, la casa cural apenas vino a ser edificada en 1898, pero no fue habitada continuamente, pues la soledad de aquellos parajes, el intenso frío, y lo alejado de la ciudad, hacían poco ameno la permanencia en el lugar; por lo cual en 1902 el arzobispo de Bogotá Bernardo Herrera Restrepo aprobó la sugerencia de confiarle a una comunidad religiosa el templo, que vino a ser de la Orden franciscana capuchina, cuyo contrato se realizó el 15 de febrero de 1906 entre el arzobispo y el superior de los capuchinos. La Orden franciscana capuchina estuvo a cargo del templo durante 26 años consecutivos, hasta que hicieron dejación de la capilla y casa en 1933. Pocos días después, el arzobispo Ismael Perdomo Borrero les confió el santuario a dos religiosos de la Orden cisterciense, quienes permanecieron hasta 1935, pues el sector se volvió inseguro y los ladrones los obligaron a irse. Luego llegaron las Misioneras de la Inmaculada, que fueron traídas de Medellín, pero en 1936 ellas, a su vez, la entregaron a las Siervas de la Sagrada Familia, y La Peña pasó a depender de la parroquia de Egipto. Desde entonces el templo tuvo muchas vicisitudes y escasa atención, el culto de la Virgen se hallaba muy disminuido, el santuario abandonado, el vecindario se volvió muy peligroso, a tal punto que la policía cuidaba el templo de los ladrones. 
En 1944, después de tantos problemas, la iglesia de La Peña volvió a ser administrada por el clero arquidiocesano y su párroco desde ese año hasta 1968 fue el sacerdote alemán Ricardo Struve Haker. Quien trabajó sin descanso para sacar adelante el santuario, y lo logró. Para tal fin se fue a vivir allá y, naturalmente, se llenó de gripes y anginas, pero revivió el culto a la Virgen y sometió el santuario a una intensa vida religiosa, además, realizó un inmenso trabajo social en los barrios del sector. En 1955 este levita, enamorado de su templo, llevó a cabo su restauración, "cuya belleza y fidelidad al estilo colonial han sido reconocidas hasta ahora sin excepción alguna, por las personas más competentes del campo del arte", como el mismo lo escribió en el folleto que publicó en 1956 con el título de “Guía Ilustrada del Santuario Nacional de Nuestra Señora de la Peña”. Al padre Struve también se le debe la extensa monografía “El Santuario Nacional de Nuestra Señora de la Peña”, publicada en la Imprenta Nacional de Colombia en 1955, la cual contiene no sólo la historia detallada del santuario desde 1685 hasta 1955, sino la vida y linajes de cada uno de sus capellanes, incluyendo la de él mismo. 
Lamentablemente no todo fueron buenas noticias, el padre Struve también tuvo que lidiar con los problemas de inseguridad, pues en aquella época Colombia pasaba por momentos de tensiones políticas y problemas sociales. Por ejemplo intentaron robar varias veces en La Peña, los cuales causaron daños en el templo y el ambiente general del vecindario estaba caldeado.
En 1968 Struve Haker, quien se entraba desgastado y enfermo, regresó a Alemania dejando el templo en plena actividad. Los párrocos que lo sucedieron, siempre preocupados por la inseguridad, prefirieron prestar sus servicios religiosos desde Los Laches, en proceso de urbanización, y La Peña volvió a quedar en el olvido y al cuidado de las Hermanitas de la Sagrada Familia. La Iglesia de Nuestra Señora de la Peña junto con otras edificaciones de Bogotá, fueron declarados Monumento Nacional por medio del decreto 1.584 del 11 de agosto de 1975.
Hacia finales de los años setenta el párroco de turno luchó por revivir las fiestas religiosas en el mes de agosto. En 1981 hubo un robo: la Virgen fue despojada de sus coronas y un cuadro de las imágenes de Gregorio Vásquez de Arce y Ceballos desapareció para siempre. Los demás cuadros y los restos del museo de Struve fueron guardados en la casa cural. Se necesitó que llegara como párroco, el presbítero Hernando Rojas, quien lleno de entusiasmo y tesón se enfocó en sacar adelante de nuevo el santuario y movió personas e instituciones eclesiásticas y civiles hasta conseguir la reciente restauración y recuperación de este histórico centro mariano de la ciudad.
Actualmente, en la casa cural, funciona el Seminario Redemptoris Mater de Bogotá, donde se preparan las vocaciones sacerdotales que surgen de las comunidades neocatecumelales.

## Descripción
La iglesia está compuesta espacialmente por una nave, con dos capillas a lado y lado formando una planta de cruz latina. El presbiterio y la nave principal están separados por medio de doble arco toral, que conforma el crucero y sirve de estructura a la cúpula; de una de las capillas se genera un espacio que lleva al devoto al camarín donde se puede tener acceso directo a la imagen de la Virgen. La entrada principal es por la fachada occidental, la cual tiene al lado izquierdo una torre. La nave está conformada por un solo nivel, de doble altura aproximadamente. El coro se ubica a los pies del templo, formando un segundo piso, también está el camarín que facilita el contacto con la Virgen de piedra.

### Materiales y técnica
La cimentación se cree que es un sistema ciclópeo en piedra, ladrillo o técnica mixta, con algún tipo de elemento que sirva de pega como cal y arena. La estructura principal de la edificación son muros de carga, hechos en piedra y ladrillo además de algunos muros en adobe; cuenta con columnas y contrafuertes (4 en total) en ladrillo con pega de cemento y arena localizados en los muros de las fachadas norte y sur. Las vigas son en madera, sobre muros de carga y columnas, que sostienen el coro.
El techo es de par y nudillo atirantado, con teja de barro que descansa sobre tierra y chusque a 2 aguas. La escalera que facilita el acceso al camarín de la Virgen es de madera y se halla en buen estado. Los pisos al interior son de baldosa de cemento pigmentado (también conocida como baldosa hidráulica artesanal) de 15 x 30 color rojo, instalada en espina de pescado en diagonal, tablilla roja esmaltada de 10 x 20 situada en espina de pescado diagonal en la nave central, tablón en arcilla hecha a mano de 78 x 28 puesta con traba de 10 cm, en la bodega de los santos. Hacia el exterior, el atrio es en tablón de 33 x 33 cortado a máquina, color rojo en arcilla con 6 escalones en el mismo tablón. El umbral es en placa de mármol.